# Cryptochironomus forficula
Cryptochironomus forficula är en tvåvingeart som beskrevs av Jean-Jacques Kieffer 1921. Cryptochironomus forficula ingår i släktet Cryptochironomus och familjen fjädermyggor.
Artens utbredningsområde är Polen. Inga underarter finns listade i Catalogue of Life.